# 鹤庆文庙

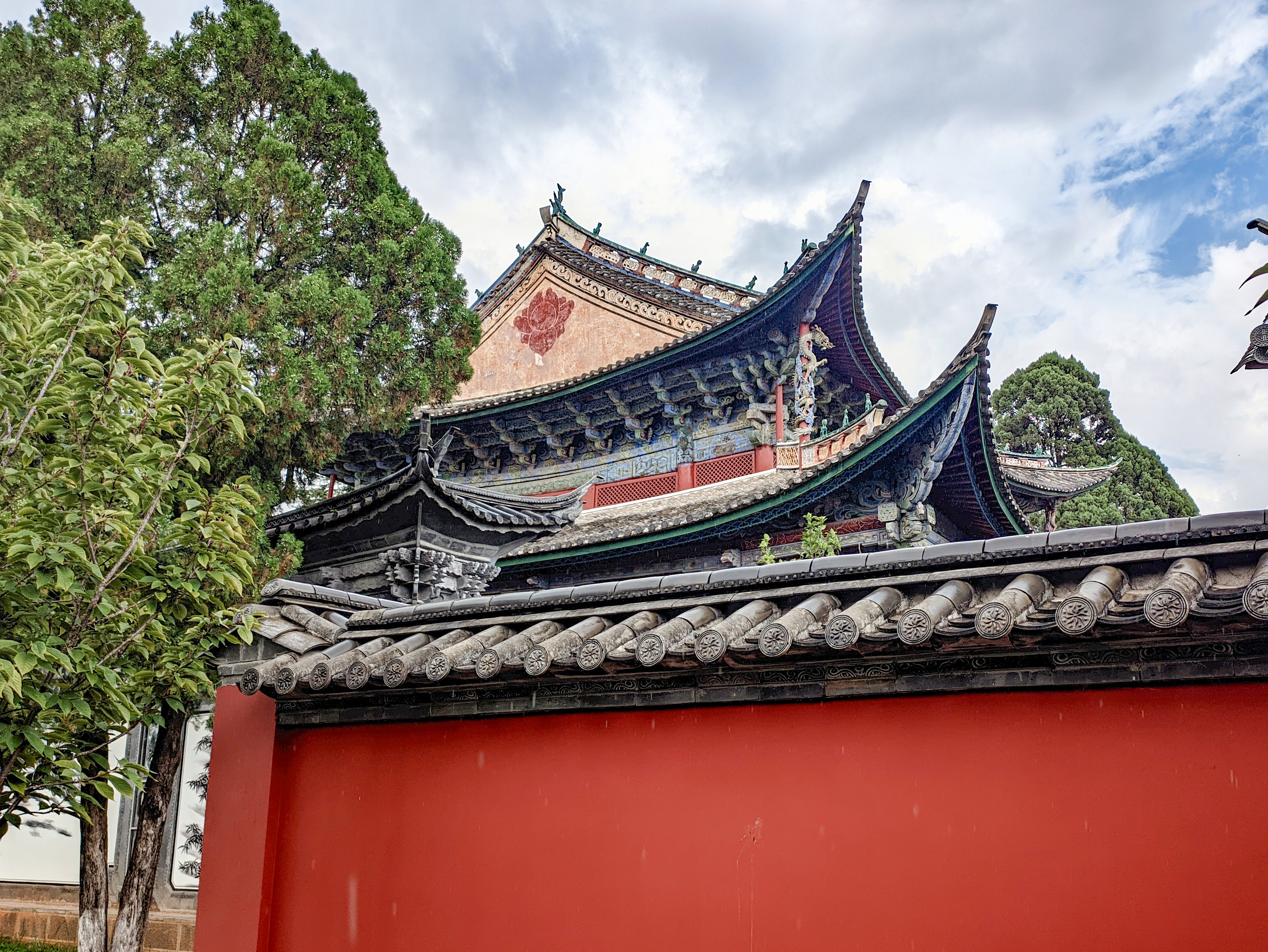
先师殿

鹤庆文庙，即鹤庆州（原鹤庆府）文庙，位于云南省大理州鹤庆县云鹤镇仓河社区后街，始建于元至元八年（1271年），明崇祯五年（1632年）重建。现存照壁、泮池、棂星门、大成门、大成殿（先师殿）、明伦堂、尊经阁等。大成殿坐北向南，三开间，重檐歇山顶建筑。1987年12月21日公布为第三批云南省文物保护单位。